# Trea Turner
Pour les articles homonymes, voir Turner.
Trea Vance Turner (né le 30 juin 1993 à Boynton Beach, Floride, États-Unis) est un joueur d'arrêt-court des Phillies de Philadelphie de la Ligue majeure de baseball (MLB) qui a précédemment joué pour les Nationals de Washington et les Dodgers de Los Angeles.

## Carrière

### Ligues mineures

#### Padres de San Diego
Joueur à l'école secondaire Park Vista Community High School de Lake Worth en Floride, Trea Turner est repêché par les Pirates de Pittsburgh au 20e tour de sélection en 2011. Après avoir ignoré l'offre pour rejoindre le Wolfpack de l'université d'État de Caroline du Nord, il est le 13e joueur sélectionné au repêchage amateur de 2014. Réclamé au premier tour par les Padres de San Diego, il paraphe avec le club son premier contrat professionnel, et perçoit une prime à la signature de 2,9 millions de dollars.
Turner commence sa carrière professionnelle en jouant 69 matchs de ligues mineures avec des clubs affiliés aux Padres en 2014, à la suite de la signature de son contrat. 

#### La «règle Trea Turner»
Il est ensuite emmêlé bien malgré lui dans un imbroglio qui dure près de 6 mois. Le 19 décembre 2014, les Padres de San Diego sont impliqués dans une transaction à 3 clubs avec les Nationals de Washington et les Rays de Tampa Bay. Turner est alors le « joueur à être nommé plus tard » qui doit passer de San Diego à Washington avec le jeune lanceur droitier Joe Ross. Toutefois, les règles du baseball majeur  interdisent l'échange d'un joueur amateur récemment repêché dans l'année qui suit la signature de son premier contrat professionnel. Alors que la transaction est conclue et que tous les joueurs impliqués se rapportent à leur nouveau club, Turner est le seul dont le sort est en suspens. Quelques mois plus tard, il se retrouve à l'entraînement de printemps des Padres de San Diego en sachant pertinemment qu'il a été officieusement échangé à Washington. Son agent, Jeff Berry, menace de déposer un grief auprès du syndicat des joueurs, soutenant que la bizarrerie de la situation était opposée au meilleur intérêt de son client, dont l'encadrement se trouvaient confiés à une équipe sachant que ses talents profiteraient bientôt à un autre club et n'ayant, selon lui, « aucun intérêt ou motivation quant à sa santé, son développement ou ses performances ». Turner se retrouve en quelque sorte pour plusieurs mois « prêté » aux Padres, à qui il appartient officiellement toujours, par les Nationals, une situation qui n'est pas sans précédent mais néanmoins rarissime.
Le 29 avril 2015, la MLB et l'Association des joueurs s'entendent pour adopter un nouveau règlement, appelé dans les médias « règle Trea Turner » (Trea Turner Rule), qui stipule qu'à compter du repêchage amateur de 2015, les athlètes nouvellement sous contrat pourront être échangés dès le jour suivant la conclusion de la Série mondiale (fin octobre ou début novembre). 

#### Transfert à Washington
Après l'entraînement printanier des Padres, Turner se rapporte à au club-école de niveau Double-A des Padres à San Antonio et, le 14 juin 2015, son transfert aux Nationals de Washington est finalement autorisé.
Au début 2015, Turner apparaît en 65e position de la liste annuelle des 100 meilleurs joueurs d'avenir dressée par Baseball America. Après le transfert aux Nationals, il est assigné aux Senators de Harrisburg, leur club-école Double-A. Baseball America publie son classement de mi-saison et place maintenant Turner au 9e rang parmi les espoirs du baseball professionnel. Après seulement 10 matchs chez les Senators, il gradue au niveau Triple-A et rejoint les Chiefs de Syracuse. Il maintient une moyenne au bâton de, 322 en 116 matchs joués en 2015 pour deux clubs Double-A et un club Triple-A. À sa dernière semaine chez les Chiefs avant d'obtenir un premier essai dans les majeures, le jeune joueur d'arrêt-court évolue pour la première fois au deuxième but.
Le 12 juillet 2015, il représente les Nationals au match des étoiles du futur joué à Cincinnati.

### Ligues majeures

#### Nationals de Washington

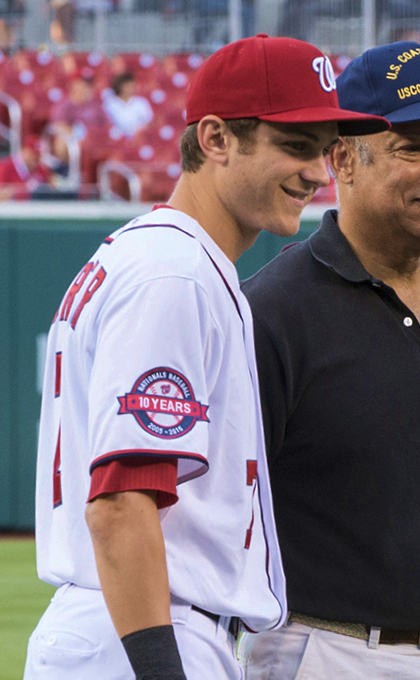
Trea Turner en août 2015.

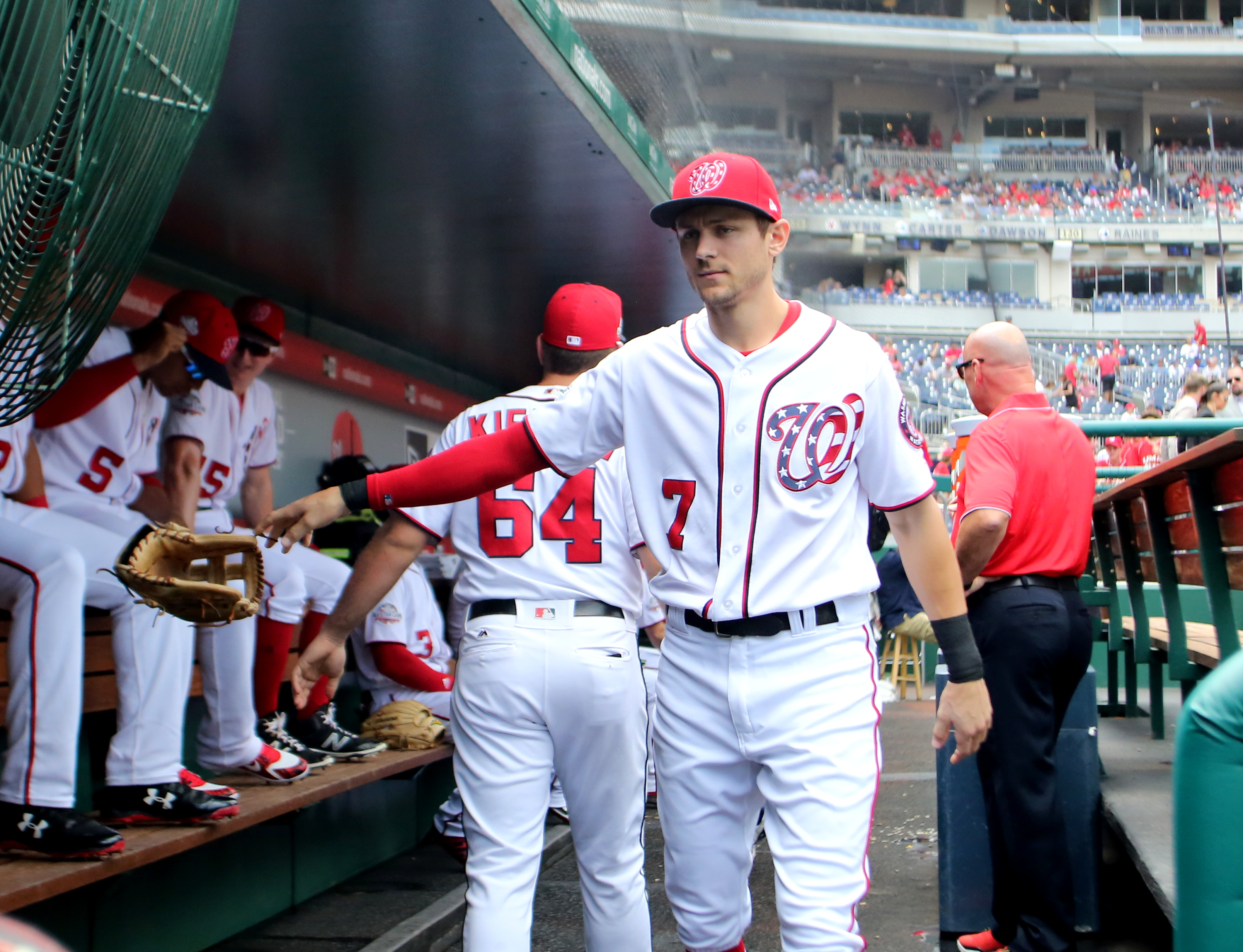
Turner sous le maillot des Nationals en 2018.

Trea Turner fait ses débuts dans le baseball majeur le 21 août 2015 dans un match des Nationals de Washington face aux Brewers de Milwaukee. Le 3 septembre 2015, il réussit son premier coup sûr dans les majeures, frappé à Washington aux dépens du lanceur Peter Moylan des Braves d'Atlanta. Il frappe son premier coup de circuit dans les majeures le 29 septembre 2015 aux dépens du lanceur Matt Wisler des Braves, lors d'un match joué à Atlanta.
Trea Turner complète sa saison recrue avec une moyenne au bâton de ,342 et une moyenne de puissance de ,567 en 73 parties jouées. Il termine deuxième derrière Corey Seager des Dodgers de Los Angeles au vote désignant la recrue de l'année 2016 en Ligue nationale. Il est nommé meilleure recrue des mois d'août et septembre 2016 dans la Nationale.

#### Phillies de Philadelphie
En décembre 2022, Trea Turner signe un contrat de onze ans d'une valeur de 300 millions de dollars avec les Phillies de Philadelphie. Malgré le vif intérêt des Padres de San Diego, l’effort des Phillies de proposer 300 millions, l'un des dix contrats les plus lucratifs de la ligue, convainc le joueur de choisir Philadelphie.